# VS-50
O VS-50 (foguete suborbital VS-50) é um projeto de foguete de sondagem desenvolvido em conjunto pelo Instituto de Aeronáutica e Espaço (IAE) e pela Agência Espacial Alemã (DLR).

## Características
Trata-se de um veículo suborbital que utiliza combustível sólido, possuindo dois estágios: o primeiro utiliza o motor S50 (fabricado em material composto.) e o segundo utiliza o motor S44. Possui 12 m de comprimento, diâmetro de 1,46 m e massa aproximada de 15 toneladas, podendo levar até 500 kg de carga útil.
O Brasil (IAE) ficou responsável desenvolvimento dos motores S50 e S44, pelo sistema de navegação reserva, pela infraestrutura para o lançamento e segurança de voo e pela gestão da documentação dos projetos. O desenvolvimento e qualificação dos demais sistemas ficam sob responsabilidade da Alemanha (DLR).

## Objetivos
O foguete será o usado principalmente para desenvolver, fabricar e qualificar em voo o motor S50, além componentes a serem usados no foguete VLM-1. Também será usado em ensaios de microgravidade e experimentos hipersônicos (como por exemplo o projeto SHEFEX alemão).

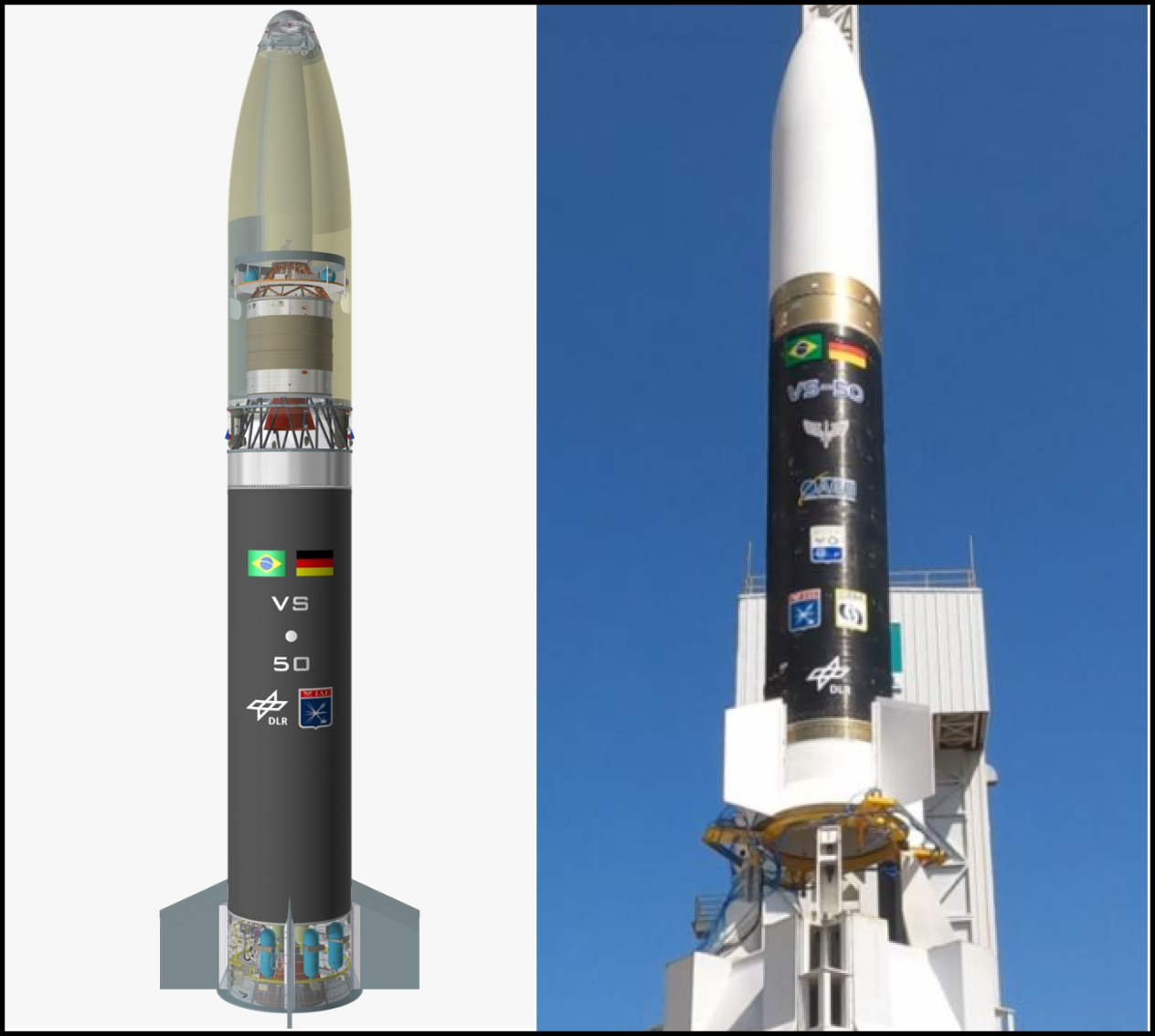
Comparação entre uma arte grafica e uma fotografia na plataforma de lançamento do foguete brasileiro VS-50

## Desenvolvimentos
- No dia 22 de dezembro de 2016 foi assinado um contrato entre o IAE e a AVIBRAS para a produção de oito motores S50 e seus acessórios. Sendo que os motores 1 e 2 serão utilizados para ensaios de engenharia (ensaios estrutural e de ruptura). Os motores 3 e 4 para testes de queima em banco de testes no solo. Os motores 5 e 6 para validação durante os voos dos foguetes VS-50 e o motores 7 e 8 serão usados no foguete VLM-1.[7][8]
- Nos dias 15 e 16 de novembro de 2018, nas instalações da Avibras, foram realizados ensaios de aceitação e ruptura do envelope no motor S50, com os resultados estando em conformidade com os requisitos do projeto.[9][5]
- No dia 5 de novembro de 2019 ocorreu o ensaio de queima do primeiro protótipo do ignitor do motor S-50.[10]
- No dia 13 de julho de 2021 foi concluído a segunda fase da Operação Santa Maria, que integrou um motor S-50 inerte e carregado na Mesa de Lançamentos da Torre Móvel de Integração (TMI).[11]

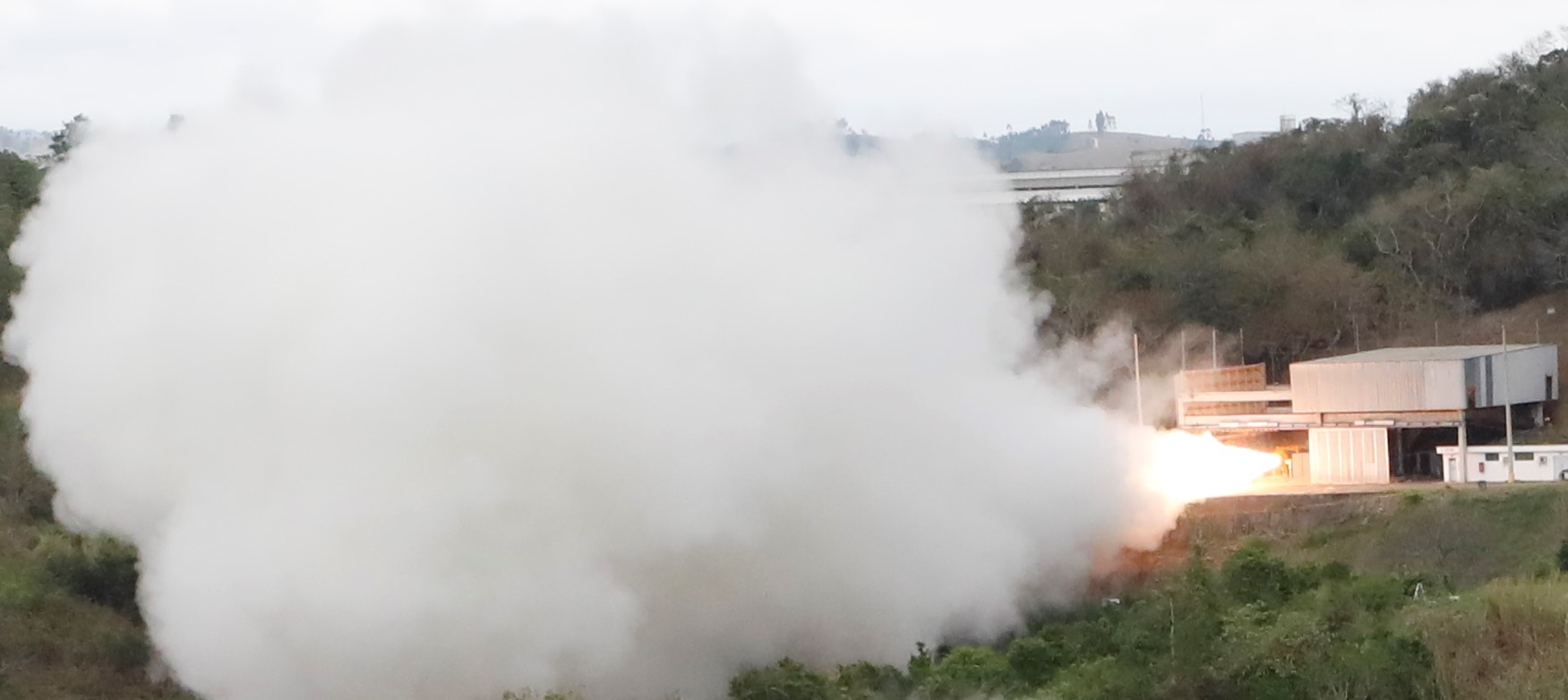
Teste estático do motor S50.

- No dia 01 de outubro de 2021 foi realizado um teste de queima do motor S50, de forma estática em um banco de provas. O teste durou cerca de 84 segundos e queimou 12 toneladas de combustível. O objetivo era testar a resistência e o desempenho do motor e foi considerado um sucesso.[12][13]
- Em algum momento de 2022, na terceira fase da Operação Santa Maria, o VS-50 foi montado completamente na torre móvel de integração, com sua coifa, empenas e alguns cabos umbilicais.[1]
- No dia 7 de março de 2024, a AEB divulga o cronograma de 2025, com a data de lançamento do VS-50 agendada para Março de 2025[14]
- No dia 18 de Agosto de 2024, por causa da situação financeira da Avibras, a FAB, transferiu o projeto para a Mac Jee[15]
- No dia 8 de Janeiro de 2025, há um novo cronograma, no melhor dos cenários, haveria um quarto teste do S-50 em junho de 2025 e o lançamento do VS-50 em Outubro de 2026.[16]